# Kim Hong-pa
Kim Hong-jae (en hangul, 김홍재), conocido artísticamente como Kim Hong-pa (hangul: 김홍파), es un actor surcoreano.

## Carrera
Es miembro de la agencia Management Pieona (매니지먼트 피어나). Previamente formó parte de la agencia Starvillage Entertainment (스타빌리지엔터테인먼트).
El 31 de julio de 2013 apareció en la película The Terror Live donde dio vida al comisionado de la policía Joo Jin-chul.
El 17 de diciembre de 2015 se unió al elenco de la película The Tiger: An Old Hunter's Tale (también conocida como "The Tiger") donde interpretó al dueño de una tienda de hierbas y amigo de Chun Man-duk (Choi Min-sik). 
En noviembre de 2016 se unió al elenco recurrente de la serie Romantic Doctor, Teacher Kim (también conocida como "Dr. Romantic") donde dio vida a Yeo Woon-young, un especialista en medicina interna y director del Hospital Doldam.
En marzo de 2017 se unió al elenco recurrente de la serie Whisper donde interpretó a Kang Yoo-taek, el padre del abogado Kang Jung-il (Kwon Yul). El actor Lee Si-eon interpretó a Il-hwan de joven. En mayo del mismo año se unió al elenco recurrente de la serie Suspicious Partner donde dio vida a Jang Moo-young, un fiscal y el padre de Jang Hee-joon (Hwang Chan-sung).
En mayo de 2018 se unió al elenco recurrente de la serie Miss Hammurabi donde interpretó a Bub Won-jang, el jefe de justicia de la Sede Suprema del Distrito Central de Seúl. En agosto del mismo año se unió al elenco recurrente de la serie Voice 2 donde dio vida a Eo Soo-yeol, el jefe de la estación de policía de Poongsan.
En enero de 2019 apareció en la película The Dude in Me donde interpretó al director ejecutivo Han, el padre de Han Seo-yeon (Min Ji-ah).
En enero de 2020 se unió al elenco recurrente de la serie Romantic Doctor, Teacher Kim 2 (también conocida como "Dr. Romantic 2") donde nuevamente dio vida al orgulloso médico Yeo Woon-young.

## Filmografía

### Series de televisión
| Año     | Título                                              | Personaje      | Notas                      | Ref.          |
| ------- | --------------------------------------------------- | -------------- | -------------------------- | ------------- |
| 2016-17 | Romantic Doctor, Teacher Kim                        | Yeo Woon-yeong |                            |               |
| 2017    | Dr. Romantic: APPENDIX, The Beginning of Everything | Yeo Woon-yeong | 1 episodio                 |               |
| 2017    | Whisper                                             | Kang Yoo-taek  |                            |               |
| 2017    | Suspicious Partner                                  | Jang Moo-young | 11 episodios               |               |
| 2017-18 | Bad Guys: City of Evil                              | Jo Young-gook  |                            |               |
| 2018    | Miss Hammurabi                                      | Bub Won-jang   |                            |               |
| 2018    | Voice 2                                             | Eo Soo-yeol    |                            |               |
| 2019    | The Fiery Priest                                    | Lee Seok-yoon  | Aparición especial, ep. 40 |               |
| 2019    | Chief of Staff                                      | Jo Gap-yeong   |                            | [ 6 ]         |
| 2019    | Chief of Staff 2                                    | Jo Gap-yeong   |                            |               |
| 2019-20 | Black Dog: Being A Teacher                          | Byun Seong-joo |                            |               |
| 2020    | Romantic Doctor, Teacher Kim 2                      | Yeo Woon-yeong |                            |               |
| 2021    | One Ordinary Day                                    | Park Sang-beom |                            | [ 7 ]         |
| 2022-23 | La gran apuesta                                     | Min Seok-joon  | Serie web                  | [ 8 ] [ 9 ]   |
| 2023    | Payback                                             | Myung In-joo   |                            | [ 10 ]        |
| 2023-24 | My Happy Ending                                     | Seo Chang-seok |                            | [ 11 ]        |
| 2024    | La vorágine                                         | Jang Il-joon   | Serie web                  | [ 12 ]        |
| 2024    | The Auditors                                        | Seo Gil-pyo    |                            |               |
| 2024    | The Judge from Hell                                 | Jung Jae-geol  |                            | [ 13 ] [ 14 ] |

### Películas
| Año  | Título                               | Personaje                      | Notas              |
| ---- | ------------------------------------ | ------------------------------ | ------------------ |
| 1996 | Ambiguous Man                        | -                              |                    |
| 2009 | I Am Happy                           | Doctor                         |                    |
| 2011 | Penny Pinchers                       | CEO Nam                        |                    |
| 2012 | Nameless Gangster: Rules of the Time | Jefe de Departamento Uhm       |                    |
| 2013 | New World                            | Director Kim                   |                    |
| 2013 | The Terror Live                      | Joo Jin-chul                   |                    |
| 2014 | Man in Love                          | Mr. Park                       |                    |
| 2014 | Go, Stop, Murder                     | Profesor Ahn                   |                    |
| 2014 | Broken                               | Capitán Goo                    |                    |
| 2014 | The Divine Move                      | Guardián                       |                    |
| 2015 | Granny's Got Talent                  | Hombre en el metro             |                    |
| 2015 | Bad Man                              | Baek Dong-il                   |                    |
| 2015 | Assassination                        | Kim Koo                        |                    |
| 2015 | Inside Men                           | Presidente Oh Hyun-soo         |                    |
| 2015 | The Tiger: An Old Hunter's Tale      | Vendedor de Hierbas            |                    |
| 2015 | Inside Men: The Original             | Presidente Oh Hyun-soo         |                    |
| 2015 | A Violent Prosecutor                 | Director de Prisión            |                    |
| 2017 | One Line                             | Director Baek                  |                    |
| 2017 | The King's Case Note                 | Primer ministro                |                    |
| 2017 | The Mayor                            | Kim Nak-hyun                   |                    |
| 2017 | The Sheriff in Town                  | Director de bienes raíces Yoon | Aparición especial |
| 2017 | Real                                 | Choi Nak-hyeon                 |                    |
| 2018 | Infiltrado en el Norte               | Kim Myung-soo                  |                    |
| 2018 | Default                              | Jefe                           |                    |
| 2018 | The Drug King                        | Profesor Baek                  | Aparición especial |
| 2019 | The Dude in Me                       | CEO Han                        |                    |
| 2019 | Mal-Mo-E: The Secret Mission         | Señor Jo                       |                    |
| 2019 | Svaha: The Sixth Finger              | Director de la Prisión         |                    |
| 2019 | Juror 8                              | Jang Gi-baek                   | [ 15 ]             |
| 2019 | Forbidden Dream                      | Yi Cheon (Lee-chun)            |                    |
| 2020 | The Man Standing Next                | Embajador Yoon                 |                    |
| 2021 | Seobok                               | Bae Guk-jang                   |                    |
| 2021 | The Grotesque Mansion                | Portero                        |                    |
| 2021 | Sinkhole                             | Jefe de Departamento Seo       | [ 16 ]             |
| 2022 | I Want to Know Your Parents          | Padre de estudiante            |                    |
| 2023 | One Win                              | Moon Oh-seong                  | [ 17 ]             |
| 2024 | The Plot                             | Joo Seong-jik                  | [ 18 ]             |

## Premios y nominaciones
| Año  | Premio                           | Categoría                                 | Trabajo | Resultado | Ref.   |
| ---- | -------------------------------- | ----------------------------------------- | ------- | --------- | ------ |
| 2021 | 40th Golden Cinema Film Festival | Cinematographers’ Choice Popularity Award | Juror 8 | Ganó      | [ 19 ] |